# Верхняя Краснянка
Верхняя Краснянка (укр. Верхня Краснянка) — шахтёрский посёлок в Краснодонском районе Луганской области. Под контролем самопровозглашённой Луганской Народной Республики. Входит в Великологовский поселковый совет.

## Население
Население — 638 человек (2001 год).

## История
Посёлок основан в XVIII веке. Название от фамилии землевладельца, есаула Войска Донского Сидора Краснянского, с приставкой, обозначающей расположение поселения выше по течению реки Большой Каменки, в отличие от села Нижняя Краснянка (ныне пгт. Великий Лог).

### Утечка нефти в 2004 году
29 июня 2004 года в 2:20 в посёлке Верхняя Краснянка Краснодонского района произошла утечка нефти на 127 км нефтепровода «Тихорецк — Лисичанск». Через час утечка была устранена.
Нефтью было загрязнено свыше 100 м² прилегающей территории. После утечки нефтепровод был загерметизирован, а разлитая нефть собрана. Утечка произошла в результате несанкционированного отбора нефти из нефтепровода.

## География
Верхняя Краснянка расположена на левом берегу реки Большая Каменка (приток Северского Донца), в 2 километрах от центра поссовета, пгт. Большой Лог, в 16 километрах от райцентра, города Краснодона и в 38 километрах от областного центра, города Луганска. Координаты посёлка — 48°16′02″ с. ш. 39°30′51″ в. д. (десятичные: 48,267222°, 39,514167°). Высота над уровнем моря 116 — 90 метров. Площадь — 5,52 км². Климат — умеренно континентальный.
С посёлком также соседствуют: посёлки Семейкино на севере, Краснодон, Светличное, Широкое, Энгельсово на северо-востоке, Большой Лог, Новоалександровка, Орджоникидзе (ниже по течению Большой Каменки) на востоке, сёла Дубовка на юго-востоке, Медвежанка на юге, Каменка и Палиевка (выше по течению Большой Каменки) на юго-западе, Красный Яр и Глубокое на северо-западе.

## Религия
В Верхней Краснянке расположен Приход Архистратига Михаила (настоятель Иеромонах Вонифатий) Крымской епархии Русской Православной Церкви заграницей . Также в посёлке расположен собор Архистратига Михаила и всех небесных сил Украинской Православной Церкви Киевского Патриархата .

## Инфраструктура
Посёлок не газифицирован . Имеется школа. В 1 км севернее посёлка находится Ярмонкинское III месторождение песчаника . На базе Ярмонкинского месторождения была построена и работает дробильно-сортировочная установка .

### Почта
С 10 марта 2010 года планируется закрыть почтовое отделение в Верхней Краснянке. На смену стационарному придёт передвижное почтовое отделение (специально оборудованный автомобиль, который в соответствии с утвержденным маршрутом будет осуществлять предоставление услуг в населенных пунктах, где отсутствуют стационарные отделения почтовой связи).

## Интересные факты
Во время Великой Отечественной войны участница подпольной организации «Молодая гвардия» Нина Минаева преподавала немецкий язык и проводила агитационную работу в школе Верхней Краснянки.[значимость факта?]